# Manthani
Manthani är en ort i Indien.   Den ligger i distriktet Karīmnagar och delstaten Telangana, i den centrala delen av landet, 1 100 km söder om huvudstaden New Delhi. Manthani ligger 135 meter över havet och antalet invånare är 15 661.
Terrängen runt Manthani är huvudsakligen platt, men åt sydväst är den kuperad. Runt Manthani är det ganska tätbefolkat, med 179 invånare per kvadratkilometer. Det finns inga andra samhällen i närheten. Trakten runt Manthani består till största delen av jordbruksmark.